# Crocidura poensis
Crocidura poensis là một loài động vật có vú trong họ Chuột chù, bộ Soricomorpha. Loài này được Fraser mô tả năm 1842.